# Combat d'Amberg
Le combat d'Amberg oppose les Français commandés par le général Jourdan aux Autrichiens commandés par le général Kray. Le combat se déroule le 21 août 1796 et se solde par une victoire autrichienne.
L'Armée de Sambre-et-Meuse, commandée par le général Jourdan, s'avance vers la Haute-Bavière. Le général Kray s'arrête vers Amberg, petite ville proche de Ratisbonne, située au bas d'un coteau, sur la rive droite de la Wilz. Les Autrichiens établissent leur camp sur des positions avantageuses.
le 21 août 1796 à huit heures du matin, Jourdan fait avancer les tirailleurs français entre les bois et les hauteurs occupés par les Autrichiens. L'artillerie légère les suivant de près. De son camp, le général Kray aperçoit tous les mouvements des Français.
Ayant remarqué qu'il pouvait facilement déborder la droite de Jourdan, et arriver avant lui à la route d'Amberg, Kray y fait porter des troupes. Mais elles sont aperçues par les éclaireurs français. Le général Jacopin est chargé avec une demi-brigade de s'opposer aux Autrichiens. Il les gagne de vitesse, et atteint avant eux la gorge par laquelle ils devaient déboucher. Le combat est vif et sanglant. Plusieurs fois les Français sont forcés de reculer mais regagnent bientôt le terrain perdu.
Les Autrichiens, voyant qu'on leur oppose une résistance acharnée à l'extrémité gauche, tentent une diversion sur le côté affaibli par les troupes qu'on en avait retirées. Des troupes avancent sur les hauteurs en arrière de Köfering. De même, la cavalerie descend le coteau pour engager la bataille dans la plaine. Aussitôt, le second régiment de dragons s'avance. Malgré le feu de l'artillerie, il arrive au bas du coteau avant l'ennemi. La rapidité d'exécution empêche les Autrichiens de descendre. Pendant plus de trois heures, le régiment demeure sous le feu de l'artillerie autrichienne.
Le général Kray lance l'élite de ses troupes sur celles du général Jacopin. Pressé de tous côtés, ce dernier marche à la tête de deux bataillons. Il fait battre la charge, s'offre à l'ennemi, enfonce et culbute tout ce qui se présente sur son passage.
Les hauteurs, si longtemps disputées, sont enfin abandonnées. Les Autrichiens se retirent en bon ordre. Les Français, manquant de cavalerie, ne peuvent les inquiéter dans leur retraite et bivouaquent sur le champ de bataille. Le lendemain, les Autrichiens sont aperçus en arrière de la Nahe, occupant une position près de Schwarsberg.